# Camí de Cal Xinco

El Camí de Cal Xinco, respecte del terme d'Abella de la Conca

El Camí de Cal Xinco és un camí del terme municipal d'Abella de la Conca, a la comarca del Pallars Jussà.
Arrenca del Camí Nou de les Vielles i emprèn la direcció oest, passa pel costat sud de los Planells, i arriba a Casa Xinco en 750 metres. Travessa la partida de les Vielles.

## Etimologia
Es tracta d'un topònim romànic modern, de caràcter descriptiu: pren el nom de la masia a la qual mena, Casa Xinco.